# Betanzos (comarque)
Pour les articles homonymes, voir Betanzos (homonymie).
Betanzos  est une comarque  de la province de La Corogne en Galice (Espagne). Cette comarque regroupe onze communes :. 

## Municipios de la comarque
La comarque est composée de dix municipios (municipalités ou cantons) : 
- Aranga
- Betanzos (chef-lieu)
- Coirós
- Curtis
- Irixoa
- Miño
- Oza-Cesuras
- Paderne
- Vilarmaior
- Vilasantar